# Déjanire
Déjanire és una òpera en quatre actes composta per Camille Saint-Saëns sobre un llibret francès de Louis Gallet i el mateix compositor, basat en Les traquínies de Sòfocles. S'estrenà a l'Òpera de Montecarlo el 14 de març de 1911.